# Upsilon Aurigae
Upsilon Aurigae (31 Aurigae) é uma estrela na direção da constelação de Auriga. Possui uma ascensão reta de 05h 51m 02.41s e uma declinação de +37° 18′ 20.5″. Sua magnitude aparente é igual a 4.72. Considerando sua distância de 475 anos-luz em relação à Terra, sua magnitude absoluta é igual a −1.10. Pertence à classe espectral M1III.